# Храм Донської ікони Божої Матері (Новочеркаськ)
Храм Донської ікони Божої Матері (рос. Храм Донской иконы Божьей Матери) — православний храм в місті Новочеркаську (мікрорайон Хотунок) Новочеркаського благочиння (Росія).

## Історія
Коли в 1891 році в Японії було скоєно замах на життя спадкоємця Російського престолу Миколи Олександровича,який шанувався Найяснішим отаманом всіх козачих військ, в тому числі і Донського, жителі Новочеркаська 29 квітня 1893 року (у другу річницю порятунку спадкоємця престолу), подали прохання архієпископа Донському і Новочеркаському Макарію дозволити побудувати на Ратної площі храм в ім'я Пресвятої Богородиці на честь її чудотворної «Донськой ікони», піднесеної Донськими козаками на Куликовому полі великому князю Дмитру Донському перед початком битви з Мамаєм. Макарій благословив будівництво храму в честь і славу Донської ікони Божої Матері. 

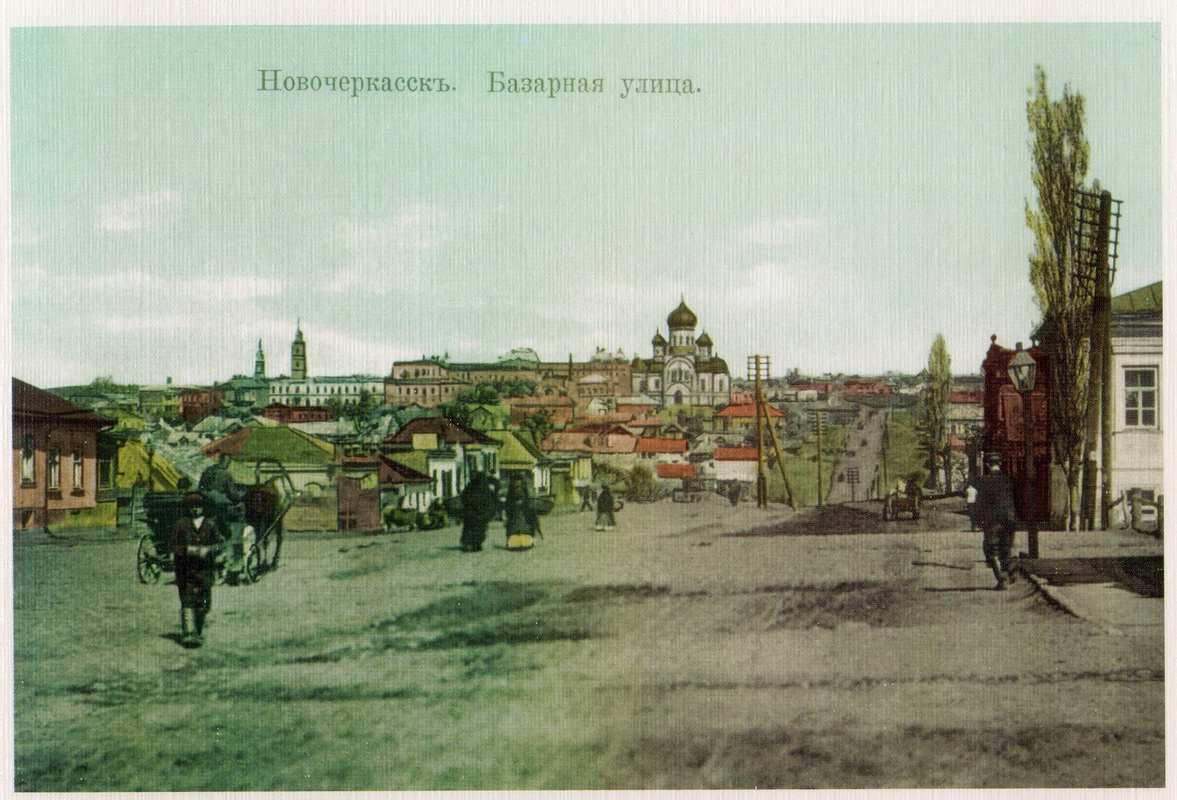
Вид на Донську Богородичну церкву на старій листівці

Від імені імператора Олександра III було дано дозвіл на будівництво нової церкви в Новочеркаське. При Донський Богородицької церкви був обраний церковно-парафіяльній піклувальна рада на чолі з головою — священиком Петром Знаменским. До складу ради увійшли відомі в Новочеркаську люди — генерал-лейтенант В. М. Лютенсков, дійсний статський радник М. Е. Ушаков, помічник прокурора П. А. Шишов, торговий козак С. С. Цикунов, губернський секретар С. С. Риковськой та інші. Документів про будівництво церкви не збереглося. Судячи з фотографіями це була білокам'яна одноповерхова, п'ятикупольна церква, архітектором якої став С. І. Болдирєв. Іконостас храму розписував художник Е. Г. Черепахін, який також брав участь в оформленні новочеркаського Вознесенського кафедрального собору. У 1903 році храм, названий Донський Богородичной церквою, був побудований і освячений. Церква існувала ще в 1930 році, точні дані про час її руйнування відсутні.

### Даний час
Сучасний храм був заснований в 1992 році, але після закладання фундаменту всі роботи були припинені на дев'ять років. У 1995 році архітектори Е. В. Пантелеймонов і А. А. Тумасов розробили проект комплексу храму Донської ікони Божої Матері на Хотунке на місці колишнього літнього кінотеатру. Церква почала працювати тільки в 2013 році і являє собою будівлю, витримане в традиціях російської храмової архітектури. Має форму четверика з примикає вівтарною апсидою. Над головним входом, прикрашеним іконою Божої Матері, що знаходиться двоярусна дзвіниця. Восьмигранна центральна частина храму увінчана шатровим куполом з позолоченою банею. Різьблений іконостас виконаний місцевими майстрами.
Адреса храму: 346414, Ростовська область, м. Новочеркаськ, вул. Гагаріна, 108Б.